# Huracán Carol (1954)

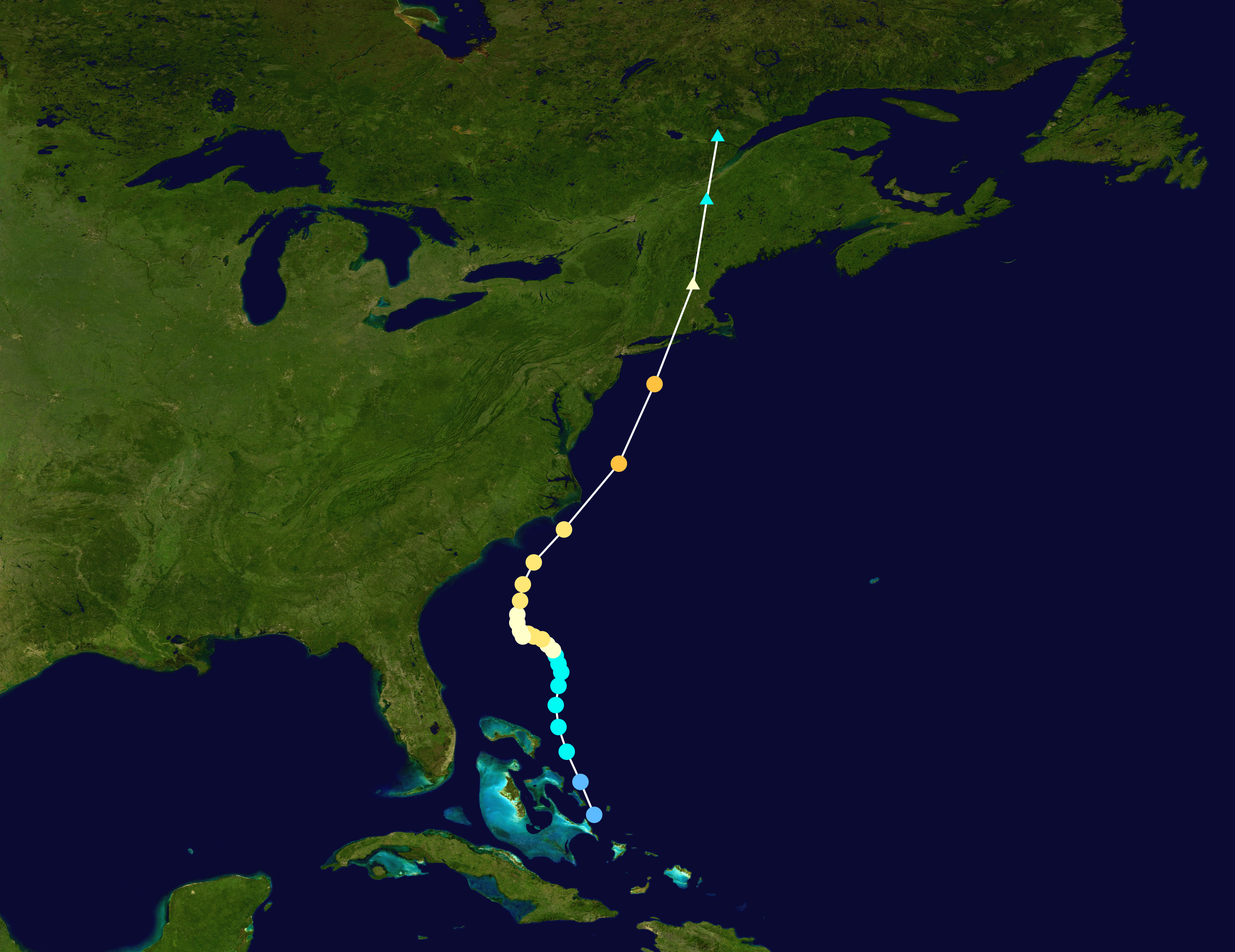
Trayectoria del Huracán Carol (1954), perteneciente a la temporada de huracanes del Atlántico de 1954, siguiendo los colores de la escala de huracanes de Saffir-Simpson.

El huracán Carol se encuentra entre los peores ciclones tropicales que han afectado a Nueva Inglaterra, en los Estados Unidos y pertenece a la temporada de huracanes del Atlántico de 1954. Se desarrolló a partir de una onda tropical cercana a las Bahamas el 25 de agosto, tomando fuerza gradualmente al moverse en dirección noreste. El 27 de agosto, Carol se intensificó para alcanzar vientos de 105 mph, pero se debilitó cuando su dirección cambió hacia una corriente del noroeste. Una depresión hizo que girara el huracán hacia el noreste, y Carol se intensificó hasta obtener la categoría 3 en la escala de huracanes de Saffir-Simpson. El bien organizado huracán tocó tierra firme en Long Island y en Connecticut el 30 de agosto en su máxima intensidad, y rápidamente convirtiéndose en extratropical sobre tierra firme.